# Fixes Kapital
Das Begriffspaar Fixes Kapital vs. Flüssiges Kapital stellt ein Hilfsmittel zur Analyse der Kapitaltransformationen dar, das aus der Perspektive der Zirkulationssphäre Entstehung und Wandlung des gesellschaftlichen Reichtums zu erklären versucht.
Der Begriff Fixes Kapital stammt von Adam Smith und bezeichnet bei ihm und im Anschluss daran in der Theorie von Karl Marx die Eigentümlichkeit des Teils des konstanten Kapitals, der als Arbeitsmittel im Produktionsprozess fungiert: Dieser Teil behält die bestimmte Gebrauchsform, mit der er in den Produktionsprozess eingeht, gegenüber den Produkten, zu deren Bildung er beiträgt, und entsprechend bleibt auch ein Teil seines Kapitalwerts in dieser Form fixiert. Dadurch erhält dieser Teil des konstanten Kapitals die Form des fixen Kapitals. Alle anderen stofflichen Bestandteile des Produktionsprozesses bilden dagegen flüssiges oder zirkulierendes Kapital.
Karl Marx fasste dieses in den Produktionsprozess eingehende fixe Kapital als Verschleiß auf. Das heißt, der Kapitalwert des fixen Kapitals wird innerhalb der Abschreibungszeit stückweise auf das Produkt übertragen und ist am Ende der Abschreibungszeit vollständig wieder in die ursprüngliche Geldform umgewandelt. Die Maschine ist dann abgeschrieben, ihr Wert ist amortisiert. Daher handelt es sich
- bei dem Gesamtwert der Maschine (dem Kaufpreis) um das ursprünglich angelegte fixe Kapital,
- während der in der Produktion wirkende Teil, der seinen Wert noch nicht auf die Produkte übertrug, das angewandte fixe Kapital ausmacht,
- der Teil, der seinen Wert bereits auf die Produkte übertrug, den schon amortisierten Teil des fixen Kapitals bildet.

Daher: Die „Proportion, worin es Wert abgibt, steht immer im umgekehrten Verhältnis zu seiner gesamten Funktionszeit“ (Karl Marx, Das Kapital, 2. Band, MEW 24, S. 159). Das fixe Kapital ist also nicht durch seinen spezifischen Gebrauchswert, sondern dadurch gekennzeichnet, dass es als Wert eine Doppelexistenz erhält: Ein Teil bleibt an seine „Naturalform gebunden, ein andrer Teil löst sich von ihr ab als Geld“ (Karl Marx, Das Kapital, 2. Band, MEW 24, S. 164). Allerdings sind Arbeitsmittel nach der Theorie von Karl Marx von Natur aus genauso wenig fixes Kapital, wie sie von Natur aus konstantes Kapital sind.
Eine Maschine ist nicht durch ihre Sacheigenschaften fixes Kapital, sondern durch die Art und Weise, wie ihr Wert im produktiven Kapital an der Produktion beteiligt ist, eben stückweise. Diese Zirkulationsform ist allerdings durch die sachlichen Eigenschaften bestimmt. Das Gegenstück zum fixen Kapital ist das zirkulierendes Kapital. Dazu kommt Geldkapital und Warenkapital, das Marx weder dem zirkulierenden, noch dem fixen Kapital zurechnet. 
Der Zusammenhang wird deutlich, wenn man als Beispiel für fixes Kapital ein Produktionsmittel nimmt, das im Gegensatz zu eigentlichen Arbeitsmitteln auch stofflich in das Arbeitsprodukt eingeht: Marx führt Bodenmeliorationen an, deren Wert zwar auf einmal vorgeschossen wird, aber auf z. B. fünf Jahre verteilt sowohl stofflich, als auch vom Wert in das landwirtschaftliche Produkt eingeht.
Entgegen dieser Differenzierung verwechseln die Ökonomen laut Marx gerne zum einen fixes mit konstantem, zum anderen zirkulierendes mit variablem Kapital. Ein weiterer beliebter Irrtum sei es, physische Eigenschaften von Arbeitsmitteln, z. B. ihre Unbeweglichkeit im Fall von Gebäuden, zu Eigenschaften des fixen Kapitals umzudeuten. Auch die Tatsache, dass eine Summe Kapital für eine längere Periode vorgeschossen wird, ohne umzuschlagen, mache es nicht zu fixem Kapital. In der Landwirtschaft sei Samen zum Beispiel ein Jahr im Produktionsprozess fixiert, zirkuliere während dieser Zeit aber nicht als Wert.